# Виноробство у Швейцарії

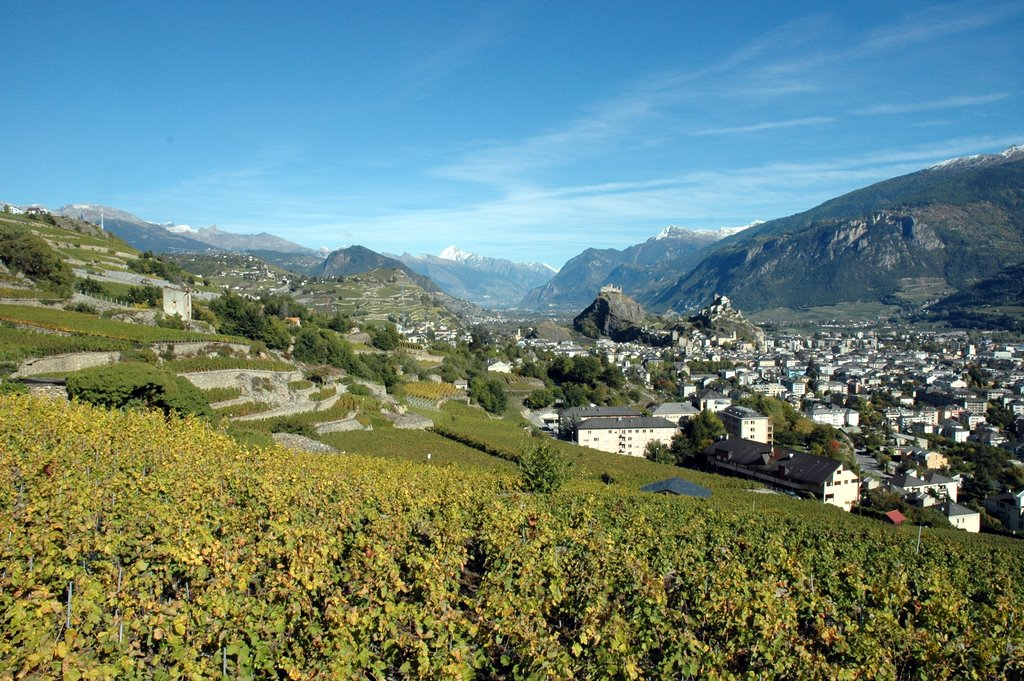
Виноградники в Сіоні

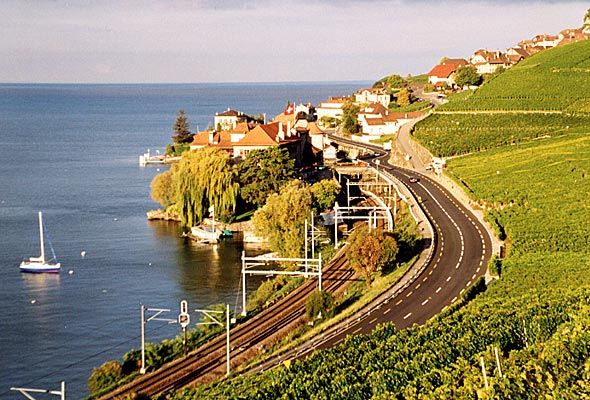
Виноградники на Женевському озері в Рівазі

Швейцарське вино виробляється з майже 15000 га  виноградників країни.
Білі сорти винограду вирощують на 42% виноградників країни, а сорти червоного винограду — на 58%. Вина виробляються переважно на заході та на півдні Швейцарії, в кантонах Женеви, Вале, Невшателя, Во та Тічино.
За даними Федерального управління сільського господарства Швейцарії  у 2009 році виробництво швейцарського вина становило трохи більше 110 млн. л.
Майже все національне виробництво використовується в національних межах;  менше 2% вина експортується. Швейцарія посідає 10-е місце серед 10 споживаних вин на душу населення 

## Історія
Традиції виноробства та виноградарства у Швейцарії відоме ще з римської ери.
Перша пляшка, виготовлена з кераміки 2 століття до н. е., була знайдена поблизу Сембранхера (Вале) в кельтській могилі. Напис на пляшці вказує, що в ній було вино. Через століття з’явилися римські амфори.

## Географія

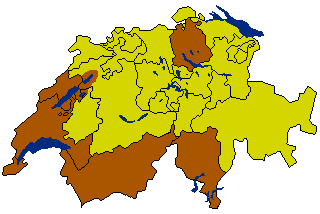
Основні виноробні регіони Швейцарії позначені коричневим кольором.

Швейцарські вина були марковані для відображення їх географічного походження.  До винних регіонів належать: Во, Невшатель, Вале, Женева, Тічино і Тургау. 

## Виноградні сорти

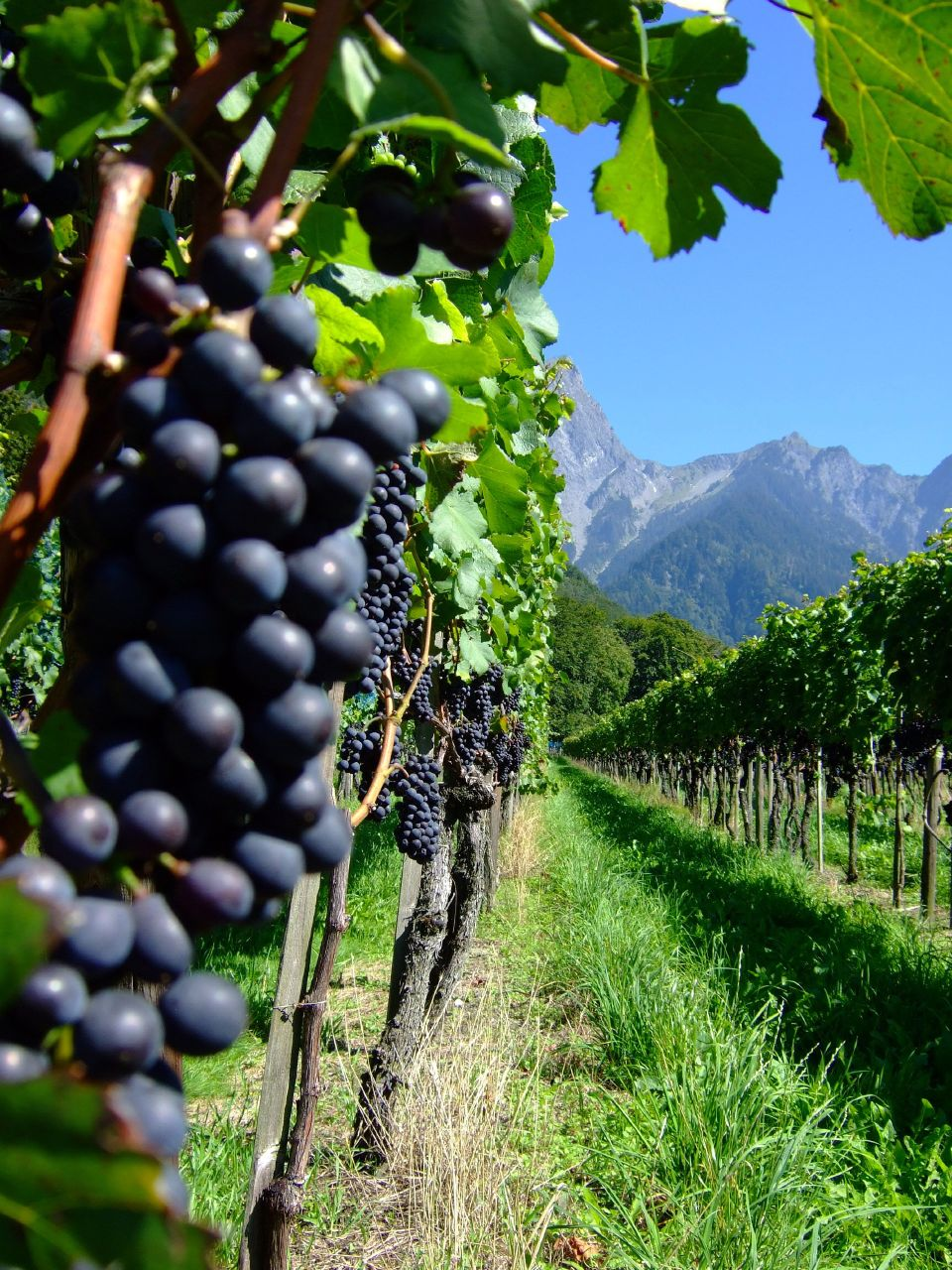
Червоні сорти винограду, що ростуть у Граубюндені.

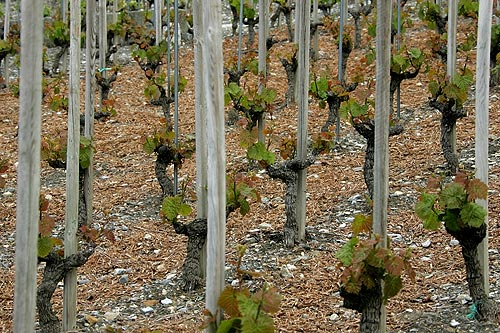
Виноградні лози Chasselas, що ростуть у Вале.

Найпоширеніші сорти винограду в Швейцарії червоний піно нуар (30%) і білий шасель ( 27%). У Швейцарії культивується велика кількість сортів винограду, багато з них корінні або регіональні. Близько 90 сортів винограду обробляють на площі 1га або більше. 
Виноград, вирощений у Швейцарії, включає Muscat bleu — гібридний сорт, який займав 3 га для комерційного виноробства 2009 р. 
Швейцарія довгий час не мала національних норм щодо класифікації вин, це означало що Швейцарія, яка не є членом ЄС, не мусила застосовувати винні правила Європейського Союзу. Вина, як правило, маркували за селом походження, сортом винограду або з використанням торгової марки. З кінця 1980-х років почала впроваджуватися французька система Appellation d'Origine Contrôlée, починаючи з кантону Женева. Ці правила в основному виконуються самими кантонами.

## Винні стилі
Швейцарці розробили ряд унікальних вин з винограду, які рідко зустрічаються за межами Швейцарії. До них належать:
- Vin des льодовики — вино в стилі хересу, що використовує систему солерів вина, що зберігається в модринових або дубових бочках, які ніколи не спорожняються повністю, а нові болотони додаються до бочок, що містять старі збір винограду. [6] Вина переважно виготовляються із швейцарського винограду винограду Рез у кантоні Вале[7].

- Категорія: Винні регіони Швейцарії
- Oeil de Perdrix, швейцарський стиль вина
- Старосвітове вино.